# Smaug depressus
Smaug depressus (лат.) — вид ящериц из рода Smaug семейства поясохвостов. Обитает в Южной Африке.

## Этимология названия
Род был назван в честь дракона по имени Смауг, персонажа сказочной повести Дж. Р. Р. Толкина «Хоббит, или Туда и обратно». Подобно гигантскому поясохвосту, Смауг жил под землей и был покрыт прочной бронёй. Толкин родился в провинции Фри-Стейт, Южная Африка, где встречается гигантский поясохвост. Видовое название в честь латинского прилагательного depressus, указывающего на уплощённую голову. 

## Распространение
Встречаются в Южно-Африканской Республики (Средний и Восточный Саутпансберг (река Лимпопо) через северный национальный парк Крюгера и на юг до Дуйвельсклоофа). Обитают на высоте над уровнем моря до 1500 м. Яйцеживородящие животные. 

## Угрозы и охрана
Считаются видом вне опасности. Популяция считается стабильной, поскольку в пределах ее ареала наблюдается минимальная потеря среды обитания, а большая часть ареала приходится на территорию горного хребта Ютпансберг, где среда обитания не повреждена. Серьёзных угроз для этого вида нет.